# Spartina ciliata
Spartina ciliata Brongn. comúnmente espartillo, es una especie de Poácea en la subfamilia Chloridoideae. originaria de Argentina, Brasil y Uruguay.

## Descripción
Crece en zonas arenosas,orillas de cuerpos de agua,  especialmente dunas, donde contribuye a fijarlas. Altura de aproximadamente 1 m, erecta, cespitosa, Tiene cañas recostadas sobre la arena. Emite rizomas que le permite fijarse al sueloque se extienden lateralmente, a poca profundidad y rizomas cortos, fuertes, ascendentes, que permiten subir la parte superior de la planta si es cubierta por la arena. Es una especie "pionera" y contribuye a la formación de dunas. 

## Taxonomía
Spartina ciliata fue descrita por Adolphe Theodore Brongniart y publicado en Voyage Autour du Monde 2(2): 15, t. 2. 1829.
Etimología
Spartina: nombre genérico que deriva de las palabras griegas spartine (una cuerda hecha de esparto, Spartium junceum), refiriéndose a las hojas fibrosas.
ciliata: epíteto latíno que significa "ciliada".
Sinonimia
- Sporobolus coarctatus

- Solenachne ciliata (Brongn.) Herter
- Solenachne phalaroides Steud.
- Spartina coarctata Trin.[6]